# Mondeville (Calvados)
 Mondeville  es una población y comuna francesa, situada en la región de Baja Normandía, departamento de Calvados, en el distrito de Caen y cantón de Caen-7.

## Demografía
| 9081 | 9788 | 9302 | 9392 | 9488 | 10 428 |
| Para los censos de 1962 a 1999 la población legal corresponde a la población sin duplicidades (Fuente: INSEE [Consultar]) |      |      |      |      |        |